# Rubus chamaemorus
Mâm xôi Finnmark (danh pháp hai phần: Rubus chamaemorus) là loài thực vật có hoa trong họ Hoa hồng. Loài này được Carl von Linné miêu tả khoa học đầu tiên năm 1753.

## Hình ảnh

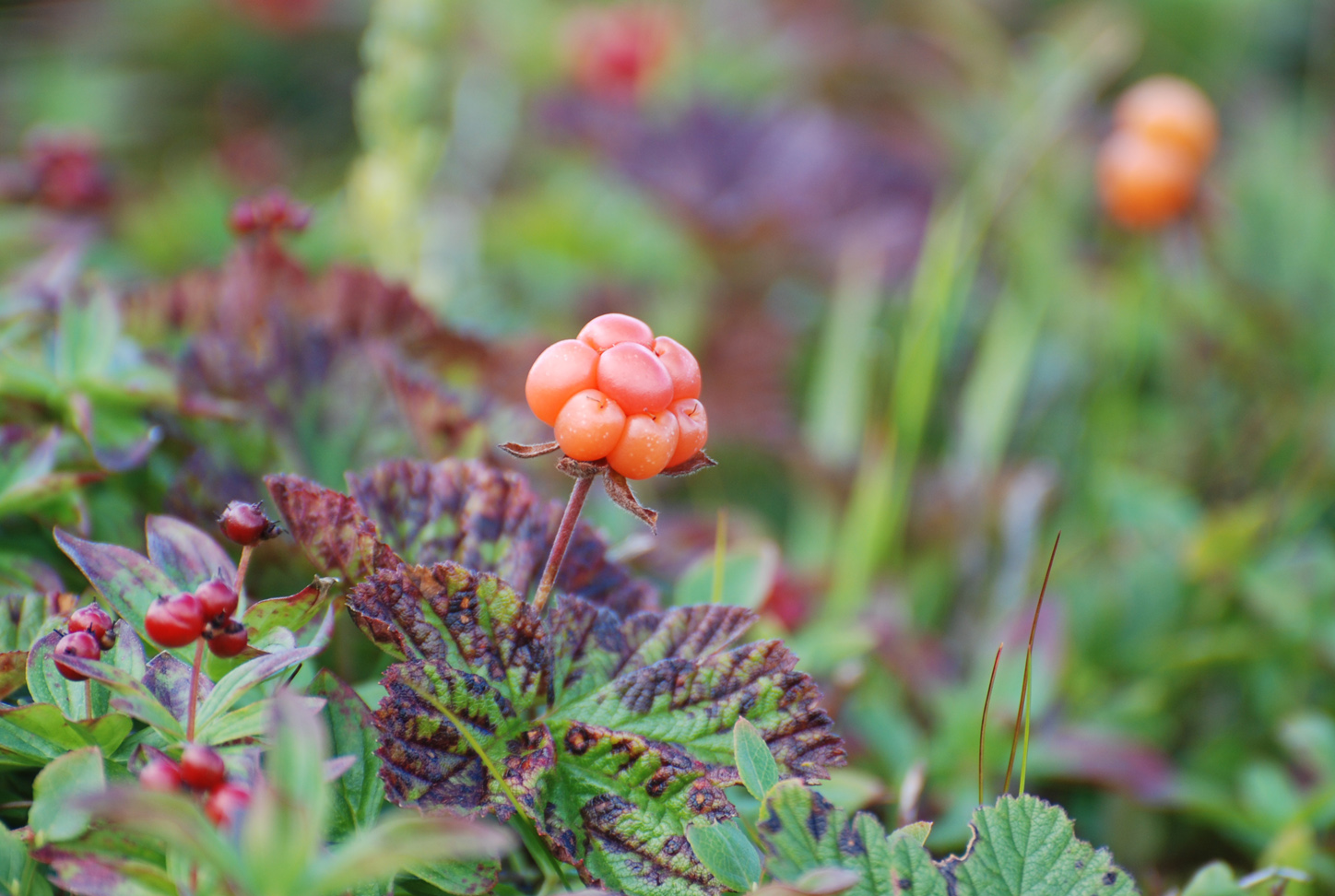
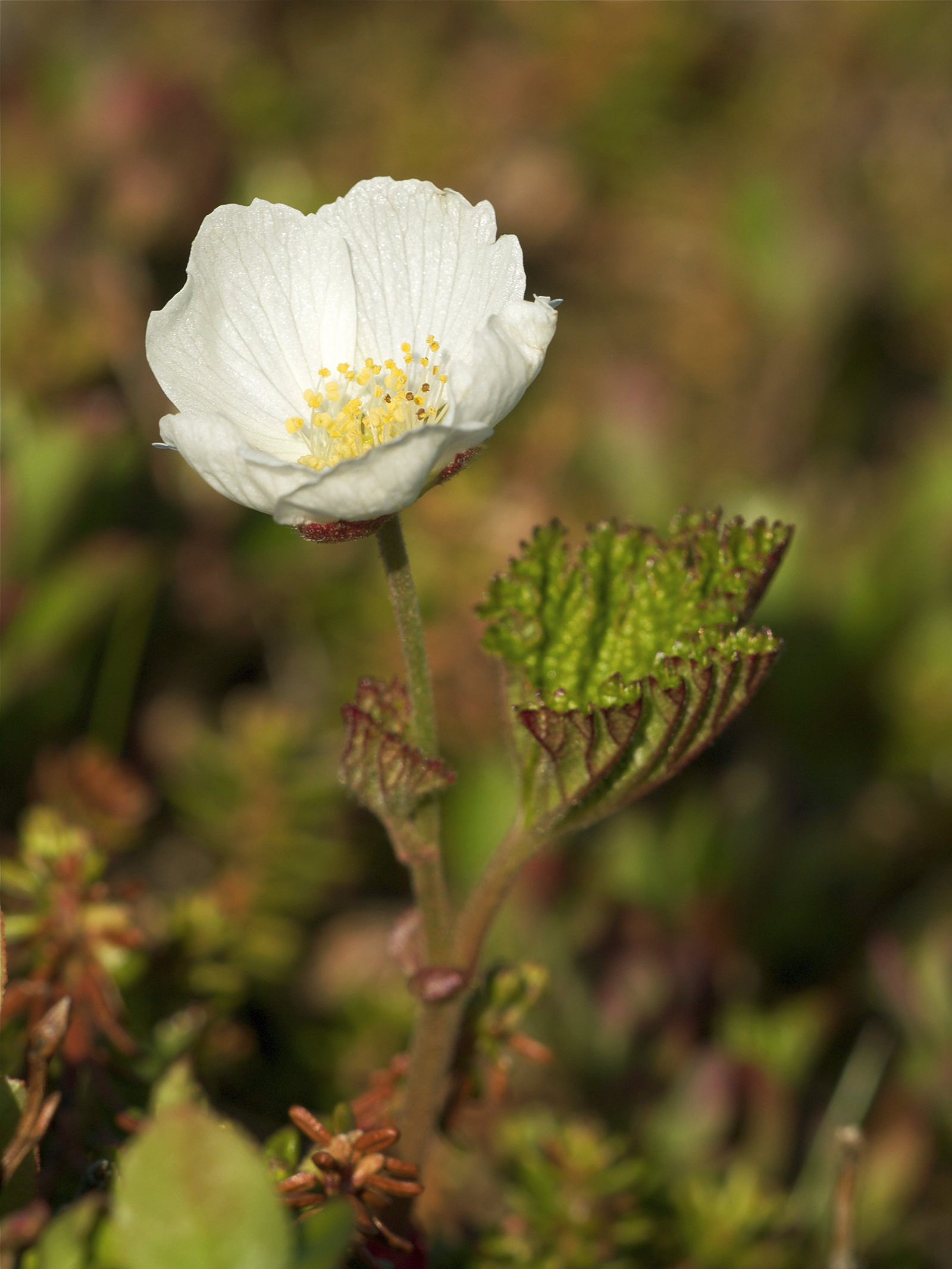
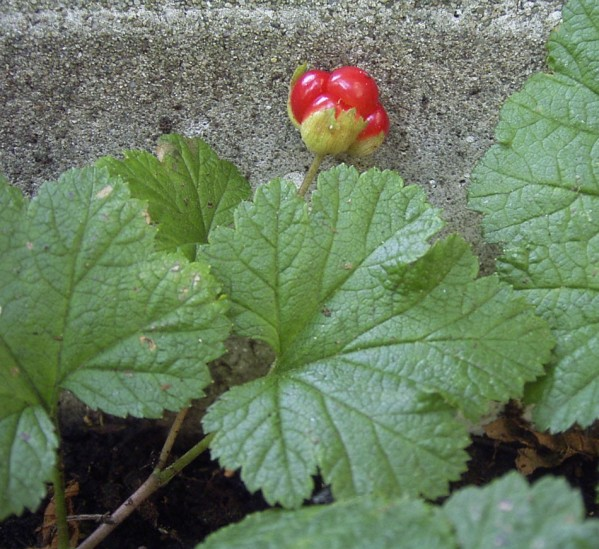
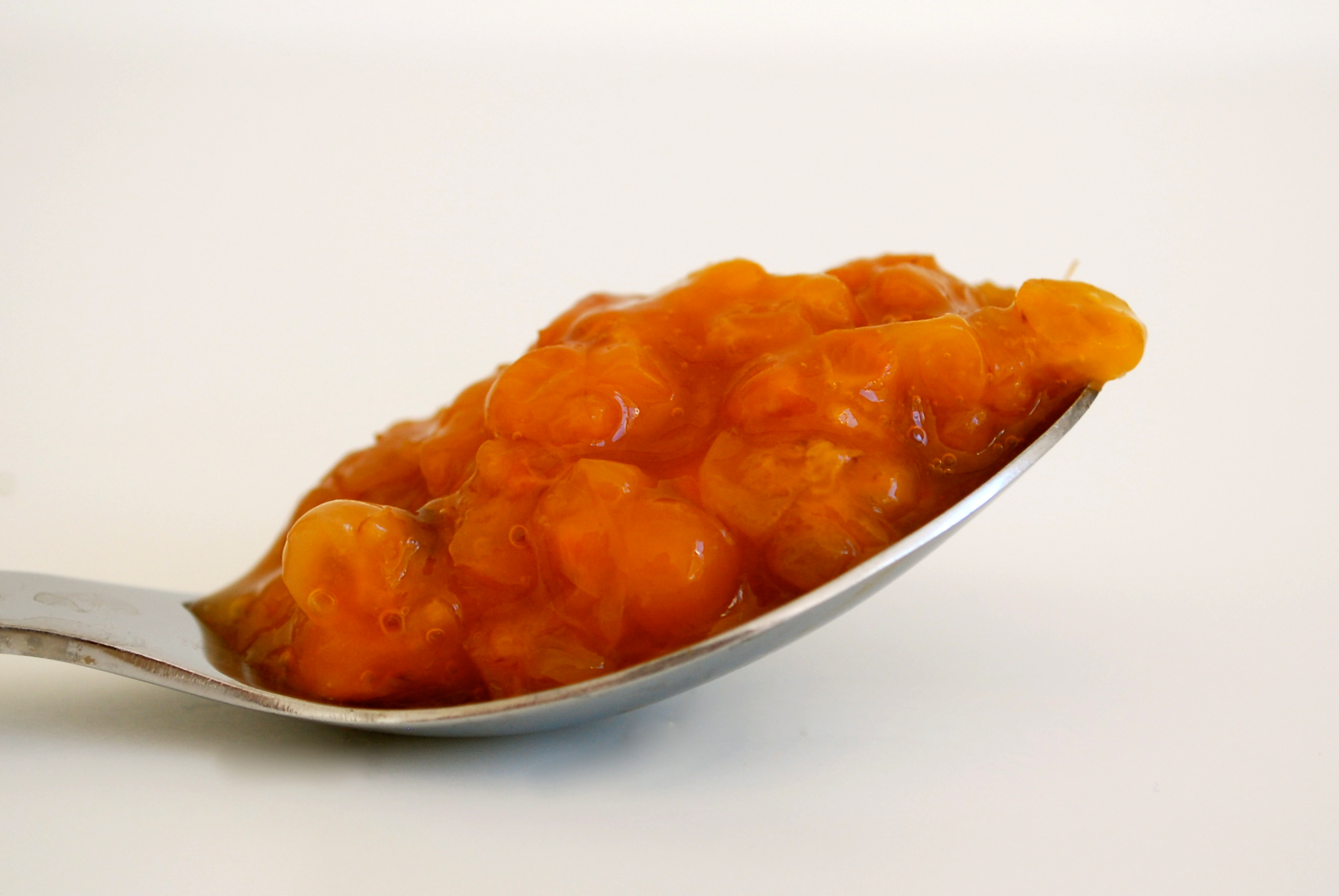